# Afumați (okręg Dolj)
Afumați – wieś w Rumunii, w okręgu Dolj, w gminie Afumați. W 2011 roku liczyła 1062 mieszkańców.